# Hellula kempae
Hellula kempae là một loài bướm đêm trong họ Crambidae.